# AK-105
O AK-105 é uma versão de carabina encurtada do fuzil AK-74M, que por sua vez foi derivada do design original do AK-47 e seu sucessor AK-74. O AK-102, AK-104 e AK-105 são muito semelhantes em design, sendo a única diferença o calibre e o tipo de carregador correspondente. O AK-105 é feito para disparar a munição 5,45×39mm. O AK-105 está complementando as carabinas AKS-74U em serviço no exército russo desde 2001.

## Usuários
- Síria: Usado por algumas unidades da polícia síria
- Armênia: Usado pelos guardas de fronteira.[carece de fontes?]
- Rússia: Usado por algumas unidades do Ministério do Interior

 e outras execuções das leis. Também está em serviço limitado com o exército russo.
- Namíbia: Usado pelo Corpo de Fuzileiros da Namíbia[6]

## veja também
- AK-104
- Lista de armas russas
- Lista de fuzis de assalto